# اوسوبی
اوسوبی (به لاتین: Úsobí) یک منطقهٔ مسکونی در جمهوری چک است که در شهرستان هاولیچکوف برود واقع شده‌است. اوسوبی  ۶۶۴ نفر جمعیت دارد.